# Nneka Okpala
Nneka Okpala (* 27. April 1988 in Ōtāhuhu, Auckland) ist eine neuseeländische Leichtathletin. Sie ist neuseeländische Rekordhalterin im Dreisprung. Nneka Okplas Körpergröße beträgt 1,75 m.

## Leben
Die Familie von Nneka Okpala kam 1987 von Nigeria nach Auckland. Sie besuchte die Diocesan School for Girls im Vorort Epsom und danach die University of Auckland. Ihr Verein ist der Pakuranga Athletic Club aus Auckland, bei dem sie seit ihrem sechsten Lebensjahr Mitglied ist. Trainiert wurde sie in Neuseeland von Paul Lothian, später vom Zehnkämpfer Scott McLaren. Seit 2012 studiert sie in Melbourne, Australien. Ihr Trainer ist dort seit September 2012 Wassili Grischtschenkow. Sie arbeitete halbtags für die Polizei in Pukekohe und seit sie in Australien ist für die Polizei in Melbourne.
Ihr jüngerer Bruder Ebuka (* 1993) ist ebenfalls Dreispringer und neuseeländischer Meister.

## Erfolge

### National
Sie gewann mehrere neuseeländische Jugendmeisterschaften und hielt den neuseeländischen U16- und U19-Rekord im Dreisprung. Die neuseeländische Dreisprungmeisterschaft der Frauen konnte sie 2011, 2012, 2013 und 2014 gewinnen.

### International
Bei internationalen Auftritten gewann sie die Leichtathletik-Ozeanienmeisterschaften 2006 in Apia mit 12,29 m. In der 4-mal-100-Meter-Staffel erhielt sie in Apia dazu an dritter Position laufend eine Bronzemedaille (es gewann Papua-Neuguinea vor Australien). Bei den Ozeanienmeisterschaften 2010 in Cairns wurde sie mit 12,21 m hinter Katie Cox Zweite. Bei den australischen Dreisprungmeisterschaften 2011 wurde sie Dritte. Die Ozeanienmeisterschaften 2012 in Cairns gewann sie mit 12,85 m und einem neuen Meisterschaftsrekord. Beim 100-Meter-Lauf wurde sie dort Dritte. 2014 nahm sie an den australischen Meisterschaften in Melbourne teil und sprang bei ihrem zweiten Platz mit 13,55 m einen neuen neuseeländischen Rekord. Der alte Rekord von 13,48 m von Tania Dixon stammte aus dem Jahre 1997. Bei den Canberra Track Classics am 7. Februar 2015 erhöhte Nneka Okpala bei ihrem Sieg die nationale Bestleistung auf 13,65 m. Dies war der weiteste Sprung bei diesem Meeting seit 2001. Eine weitere Erhöhung des neuseeländischen Rekord auf 13,89 m gelang ihr beim IAAF World Challenge in Melbourne am 5. März 2016, das sie gewann. Bei den australischen Leichtathletikmeisterschaften am 2. April 2016 in Sydney, die sie gewann, verbesserte sie mit 13,91 m ihren neuseeländischen Rekord erneut.

## Persönliche Bestleistungen
- Dreisprung: 13,91 m am 2. April 2016 in Sydney (neuseeländischer Rekord)
- Weitsprung: 5,79 m am 17. Dezember 2011 in Auckland
- 100-Meter-Lauf: 11,98 s am 26. Februar 2011 in Auckland
- 400-Meter-Lauf: 60,61 s am 20. November 2010 in Hamilton
- 4-mal-100-Meter-Staffel: 45,92 s am 26. März 2011 in Dunedin